# Liste der Bodendenkmale in Wendisch Rietz
Die Liste der Bodendenkmale in Wendisch Rietz enthält alle Bodendenkmale der brandenburgischen Gemeinde Wendisch Rietz und ihrer Ortsteile auf der Grundlage der Landesdenkmalliste vom 31. Dezember 2020.
Die Baudenkmale sind in der Liste der Baudenkmale in Wendisch Rietz aufgeführt.
| Gemarkung             | Flur | Kurzansprache                                    | Bodendenkmalnummer | Bemerkung | Bild |
| --------------------- | ---- | ------------------------------------------------ | ------------------ | --------- | ---- |
| Wendisch Rietz (Lage) | 1    | Siedlung Steinzeit                               | 90632              |           |      |
| Wendisch Rietz (Lage) | 2    | Siedlung Neolithikum                             | 90633              |           |      |
| Wendisch Rietz (Lage) | 2    | Dorfkern Neuzeit, Dorfkern deutsches Mittelalter | 90634              |           |      |
| Wendisch Rietz (Lage) | 3    | Pechhütte Neuzeit                                | 90635              |           |      |
| Wendisch Rietz (Lage) | 3    | Mühle Neuzeit                                    | 90636              |           |      |
| Wendisch Rietz (Lage) | 7    | Siedlung Neolithikum, Siedlung Bronzezeit        | 90638              |           |      |
| Wendisch Rietz (Lage) | 7    | Siedlung Urgeschichte, Siedlung Steinzeit        | 90639              |           |      |
| Wendisch Rietz (Lage) | 2    | Siedlung Urgeschichte                            | 91087              |           |      |